# Dunga
Carlos Caetano Bledorn Verri (n. 31 octombrie 1963, Ijuí, Rio Grande do Sul, Brazilia), cunoscut ca Dunga, este un fotbalist brazilian liber de contract, care joacă pe post de mijlocaș. Pe plan internațional, are prezențe la națională pentru Brazilia.

## Statistici

### Club
|          |               |            | Campionat | Campionat | Cup            | Cup            | Cupa Ligii    | Cupa Ligii    | Continental    | Continental    | Total   | Total  |
| Sezon    | Club          | Campionat  | Meciuri   | Goluri    | Meciuri        | Goluri         | Meciuri       | Goluri        | Meciuri        | Goluri         | Meciuri | Goluri |
| Brazilia | Brazilia      | Brazilia   | Campionat | Campionat | Copa do Brasil | Copa do Brasil | Cupa Ligii    | Cupa Ligii    | America de Sud | America de Sud | Total   | Total  |
| -------- | ------------- | ---------- | --------- | --------- | -------------- | -------------- | ------------- | ------------- | -------------- | -------------- | ------- | ------ |
| 1982     | Internacional | Série A    | 1         | 0         |                |                |               |               |                |                | 1       | 0      |
| 1983     | Internacional | Série A    | 4         | 0         |                |                |               |               |                |                | 4       | 0      |
| 1984     | Internacional | Série A    | 5         | 0         |                |                |               |               |                |                | 5       | 0      |
| 1985     | Corinthians   | Série A    | 13        | 1         |                |                |               |               |                |                | 13      | 1      |
| 1986     | Santos        | Série A    | 16        | 1         |                |                |               |               |                |                | 16      | 1      |
| 1987     | Vasco da Gama | Série A    | 17        | 1         |                |                |               |               |                |                | 17      | 1      |
| Italia   | Italia        | Italia     | Campionat | Campionat | Coppa Italia   | Coppa Italia   | Cupa Ligii    | Cupa Ligii    | Europe         | Europe         | Total   | Total  |
| 1987–88  | Pisa          | Serie A    | 23        | 2         |                |                |               |               |                |                | 23      | 2      |
| 1988–89  | Fiorentina    | Serie A    | 30        | 3         |                |                |               |               |                |                | 30      | 3      |
| 1989–90  | Fiorentina    | Serie A    | 28        | 0         |                |                |               |               |                |                | 28      | 0      |
| 1990–91  | Fiorentina    | Serie A    | 33        | 1         |                |                |               |               |                |                | 33      | 1      |
| 1991–92  | Fiorentina    | Serie A    | 33        | 4         |                |                |               |               |                |                | 33      | 4      |
| 1992–93  | Pescara       | Serie A    | 23        | 3         |                |                |               |               |                |                | 23      | 3      |
| Germania | Germania      | Germania   | Campionat | Campionat | DFB-Pokal      | DFB-Pokal      | DFB Ligapokal | DFB Ligapokal | Europa         | Europa         | Total   | Total  |
| 1993–94  | Stuttgart     | Bundesliga | 27        | 4         |                |                |               |               |                |                | 27      | 4      |
| 1994–95  | Stuttgart     | Bundesliga | 26        | 4         |                |                |               |               |                |                | 26      | 4      |
| Japonia  | Japonia       | Japonia    | Campionat | Campionat | Cupă           | Cupă           | Cupa Ligii    | Cupa Ligii    | Asia           | Asia           | Total   | Total  |
| 1995     | Júbilo Iwata  | J. League  | 25        | 1         | 2              | 0              | -             | -             | -              | -              | 27      | 1      |
| 1996     | Júbilo Iwata  | J. League  | 20        | 4         | 1              | 0              | 13            | 0             | -              | -              | 34      | 4      |
| 1997     | Júbilo Iwata  | J. League  | 26        | 5         | 0              | 0              | 11            | 1             | -              | -              | 37      | 6      |
| 1998     | Júbilo Iwata  | J. League  | 28        | 6         | 0              | 0              | 0             | 0             | -              | -              | 28      | 6      |
| Brazilia | Brazilia      | Brazilia   | Campionat | Campionat | Copa do Brasil | Copa do Brasil | Cupa Ligii    | Cupa Ligii    | America de Sud | America de Sud | Total   | Total  |
| 1999     | Internacional | Série A    | 15        | 1         |                |                |               |               |                |                | 15      | 1      |
| Țară     | Brazilia      | Brazilia   | 71        | 4         |                |                |               |               |                |                | 71      | 4      |
| Țară     | Italia        | Italia     | 170       | 13        |                |                |               |               |                |                | 170     | 13     |
| Țară     | Germania      | Germania   | 53        | 7         |                |                |               |               |                |                | 53      | 7      |
| Țară     | Japonia       | Japonia    | 99        | 16        | 3              | 0              | 24            | 1             | -              | -              | 126     | 17     |
| Total    | Total         | Total      | 393       | 40        | 3              | 0              | 24            | 1             | 0              | 0              | 420     | 41     |

### Internațional
| Brazilia | Brazilia | Brazilia |
| An       | Meciuri  | Goluri   |
| -------- | -------- | -------- |
| 1987     | 4        | 1        |
| 1988     | 0        | 0        |
| 1989     | 15       | 0        |
| 1990     | 6        | 1        |
| 1991     | 0        | 0        |
| 1992     | 0        | 0        |
| 1993     | 13       | 1        |
| 1994     | 13       | 1        |
| 1995     | 14       | 1        |
| 1996     | 0        | 0        |
| 1997     | 17       | 1        |
| 1998     | 9        | 0        |
| Total    | 91       | 6        |

### Statistici antrenorat
La 26 mai 2012.
| Echipa            | Început        | Sfârșit         | Rezultate | Rezultate | Rezultate | Rezultate | Rezultate |
| Echipa            | Început        | Sfârșit         | G         | W         | D         | L         | Win %     |
| ----------------- | -------------- | --------------- | --------- | --------- | --------- | --------- | --------- |
| Brazilia          | iulie 24, 2006 | iulie 2, 2010   | 59        | 42        | 12        | 5         | 71,19     |
| Brazilia Olimpică | iunie 22, 2008 | august 22, 2008 | 8         | 7         | 0         | 1         | 87,5      |
| Total             | Total          | Total           | 67        | 49        | 12        | 6         | 73,13     |

#### Rezultatele naționalei Braziliei
| #      | Data                | Stadion                       | Oponent                    | Rezultat      | Marcatori                                             | Competiția                                             |
| 2006   | 2006                | 2006                          | 2006                       | 2006          | 2006                                                  | 2006                                                   |
| ------ | ------------------- | ----------------------------- | -------------------------- | ------------- | ----------------------------------------------------- | ------------------------------------------------------ |
| 1      | august 16, 2006     | Oslo, Norvegia                | Norvegia                   | 1–1           | Daniel Carvalho                                       | Meci amical                                            |
| 2      | septembrie 3, 2006  | London, Anglia                | Argentina                  | 3–0           | Elano (2), Kaká                                       | Meci amical                                            |
| 3      | septembrie 5, 2006  | London, Anglia                | Țara Galilor               | 2–0           | Marcelo, Vágner Love                                  | Meci amical                                            |
|        | octombrie 7, 2006   | Kuwait City, Kuwait           | Al Kuwait Selection        | 4–0           | Rafael Sóbis, Robinho, Daniel Carvalho, Kaká          | Amical neoficial                                       |
| 4      | octombrie 10, 2006  | Stockholm, Suedia             | Ecuador                    | 2–1           | Fred, Kaká                                            | Meci amical                                            |
| 5      | noiembrie 15, 2006  | Basel, Elveția                | Elveția                    | 2–1           | Luisão, Kaká                                          | Meci amical                                            |
| 2007   |                     |                               |                            |               |                                                       |                                                        |
| 6      | februarie 6, 2007   | London, Anglia                | Portugalia                 | 0–2           |                                                       | Meci amical                                            |
| 7      | martie 24, 2007     | Göteborg, Suedia              | Chile                      | 4–0           | Ronaldinho (2), Kaká, Juan                            | Meci amical                                            |
| 8      | martie 27, 2007     | Stockholm, Suedia             | Ghana                      | 1–0           | Vágner Love                                           | Meci amical                                            |
| 9      | iunie 1, 2007       | London, Anglia                | Anglia                     | 1–1           | Diego                                                 | Meci amical                                            |
| 10     | iunie 5, 2007       | Dortmund, Germania            | Turcia                     | 0–0           |                                                       | Meci amical                                            |
| 11     | iunie 26, 2007      | Puerto Ordaz, Venezuela       | Mexic                      | 0–2           |                                                       | Copa América 2007                                      |
| 12     | iulie 1, 2007       | Maturín, Venezuela            | Chile                      | 3–0           | Robinho (3)                                           | Copa América 2007                                      |
| 13     | iulie 4, 2007       | Puerto la Cruz, Venezuela     | Ecuador                    | 1–0           | Robinho                                               | Copa América 2007                                      |
| 14     | iulie 7, 2007       | Puerto la Cruz, Venezuela     | Chile                      | 6–1           | Juan, Júlio Baptista, Robinho (2), Josué, Vágner Love | Copa América 2007                                      |
| 15     | iulie 10, 2007      | Maracaibo, Venezuela          | Uruguay                    | 2–2 5–4 (PSO) | Maicon, Júlio Baptista                                | Copa América 2007                                      |
| 16     | iulie 15, 2007      | Maracaibo, Venezuela          | Argentina                  | 3–0           | Júlio Baptista, own goal, Daniel Alves                | Copa América 2007                                      |
| 17     | august 22, 2007     | Montpellier, Franța           | Algeria                    | 2–0           | Maicon, Ronaldinho                                    | Meci amical                                            |
| 18     | septembrie 9, 2007  | Chicago, Statele Unite        | Statele Unite ale Americii | 4–2           | own goal, Lúcio, Ronaldinho, Elano                    | Meci amical                                            |
| 19     | septembrie 12, 2007 | Boston, Statele Unite         | Mexic                      | 3–1           | Kléber, Kaká, Afonso Alves                            | Meci amical                                            |
| 20     | octombrie 14, 2007  | Bogotá, Columbia              | Columbia                   | 0–0           |                                                       | Calificările pentru Campionatul Mondial de Fotbal 2010 |
| 21     | octombrie 17, 2007  | Rio de Janeiro, Brazilia      | Ecuador                    | 5–0           | Vágner Love, Ronaldinho, Kaká (2), Elano              | Calificările pentru Campionatul Mondial de Fotbal 2010 |
| 22     | noiembrie 18, 2007  | Lima, Peru                    | Peru                       | 1–1           | Kaká                                                  | Calificările pentru Campionatul Mondial de Fotbal 2010 |
| 23     | noiembrie 21, 2007  | São Paulo, Brazilia           | Uruguay                    | 2–1           | Luís Fabiano (2)                                      | Calificările pentru Campionatul Mondial de Fotbal 2010 |
| 2008   |                     |                               |                            |               |                                                       |                                                        |
| 24a[›] | februarie 6, 2008   | Dublin, Irlanda               | Republica Irlanda          | 1–0           | Robinho                                               | Meci amical                                            |
| 25a[›] | martie 26, 2008     | Londra, Anglia                | Suedia                     | 1–0           | Alexandre Pato                                        | Meci amical                                            |
| 26     | mai 31, 2008        | Seattle, Statele Unite        | Canada                     | 3–2           | Diego, Luís Fabiano, Robinho                          | Meci amical                                            |
| 27     | iunie 6, 2008       | Boston, Statele Unite         | Venezuela                  | 0–2           |                                                       | Meci amical                                            |
| 28     | iunie 15, 2008      | Asunción, Paraguay            | Paraguay                   | 0–2           |                                                       | Calificările pentru Campionatul Mondial de Fotbal 2010 |
| 29     | iunie 18, 2008      | Belo Horizonte, Brazilia      | Argentina                  | 0–0           |                                                       | Calificările pentru Campionatul Mondial de Fotbal 2010 |
| 30     | septembrie 7, 2008  | Santiago, Chile               | Chile                      | 3–0           | Luís Fabiano (2), Robinho                             | Calificările pentru Campionatul Mondial de Fotbal 2010 |
| 31     | septembrie 10, 2008 | Rio de Janeiro, Brazilia      | Bolivia                    | 0–0           |                                                       | Calificările pentru Campionatul Mondial de Fotbal 2010 |
| 32     | octombrie 10, 2008  | San Cristóbal, Venezuela      | Venezuela                  | 4–0           | Kaká, Robinho (2), Adriano                            | Calificările pentru Campionatul Mondial de Fotbal 2010 |
| 33     | octombrie 15, 2008  | Rio de Janeiro, Brazilia      | Columbia                   | 0–0           |                                                       | Calificările pentru Campionatul Mondial de Fotbal 2010 |
| 34     | noiembrie 19, 2008  | Brasília, Brazilia            | Portugalia                 | 6–2           | Luís Fabiano (3), Maicon, Elano, Adriano              | Meci amical                                            |
| 2009   |                     |                               |                            |               |                                                       |                                                        |
| 35     | februarie 10, 2009  | Londra, Anglia                | Italia                     | 2–0           | Elano, Robinho                                        | Meci amical                                            |
| 36     | martie 29, 2009     | Quito, Ecuador                | Ecuador                    | 1–1           | Júlio Baptista                                        | Calificările pentru Campionatul Mondial de Fotbal 2010 |
| 37     | aprilie 1, 2009     | Porto Alegre, Brazilia        | Peru                       | 3–0           | Luís Fabiano (2), Felipe Melo                         | Calificările pentru Campionatul Mondial de Fotbal 2010 |
| 38     | iunie 6, 2009       | Montevideo, Uruguay           | Uruguay                    | 4–0           | Daniel Alves, Juan, Luís Fabiano, Kaká                | Calificările pentru Campionatul Mondial de Fotbal 2010 |
| 39     | iunie 10, 2009      | Recife, Brazilia              | Paraguay                   | 2–1           | Robinho, Nilmar                                       | Calificările pentru Campionatul Mondial de Fotbal 2010 |
| 40     | iunie 15, 2009      | Bloemfontein, Africa de Sud   | Egipt                      | 4–3           | Kaká (2), Luís Fabiano, Juan                          | Cupa Confederațiilor FIFA 2009                         |
| 41     | iunie 18, 2009      | Pretoria, Africa de Sud       | Statele Unite ale Americii | 3–0           | Felipe Melo, Robinho, Maicon                          | Cupa Confederațiilor FIFA 2009                         |
| 42     | iunie 21, 2009      | Pretoria, Africa de Sud       | Italia                     | 3–0           | Luís Fabiano (2), own goal                            | Cupa Confederațiilor FIFA 2009                         |
| 43     | iunie 25, 2009      | Johannesburg, Africa de Sud   | Africa de Sud              | 1–0           | Daniel Alves                                          | Cupa Confederațiilor FIFA 2009                         |
| 44     | iunie 28, 2009      | Johannesburg, Africa de Sud   | Statele Unite ale Americii | 3–2           | Luís Fabiano (2), Lúcio                               | Cupa Confederațiilor FIFA 2009                         |
| 45     | august 12, 2009     | Tallinn, Estonia              | Estonia                    | 1–0           | Luís Fabiano                                          | Meci amical                                            |
| 46     | septembrie 5, 2009  | Rosario, Argentina            | Argentina                  | 3–1           | Luís Fabiano (2), Luisão                              | Calificările pentru Campionatul Mondial de Fotbal 2010 |
| 47     | septembrie 9, 2009  | Salvador, Brazilia            | Chile                      | 4–2           | Nilmar (3), Júlio Baptista                            | Calificările pentru Campionatul Mondial de Fotbal 2010 |
| 48     | octombrie 11, 2009  | La Paz, Bolivia               | Bolivia                    | 1–2           | Nilmar                                                | Calificările pentru Campionatul Mondial de Fotbal 2010 |
| 49     | octombrie 14, 2009  | Campo Grande, Brazilia        | Venezuela                  | 0–0           |                                                       | Calificările pentru Campionatul Mondial de Fotbal 2010 |
| 50     | noiembrie 14, 2009  | Doha, Qatar                   | Anglia                     | 1–0           | Nilmar                                                | Meci amical                                            |
| 51     | noiembrie 17, 2009  | Muscat, Oman                  | Oman                       | 2–0           | Nilmar, own goal                                      | Meci amical                                            |
| 2010   |                     |                               |                            |               |                                                       |                                                        |
| 52     | martie 2, 2010      | London, Anglia                | Republica Irlanda          | 2–0           | own goal, Robinho                                     | Meci amical                                            |
| 53     | iunie 2, 2010       | Harare, Zimbabwe              | Zimbabwe                   | 3–0           | Michel Bastos, Robinho, Elano                         | Meci amical                                            |
| 54     | iunie 7, 2010       | Dar es Salaam, Tanzania       | Tanzania                   | 5–1           | Robinho (2), Ramires (2), Kaká                        | Meci amical                                            |
| 55     | iunie 15, 2010      | Johannesburg, Africa de Sud   | Coreea de Nord             | 2–1           | Maicon, Elano                                         | Campionatul Mondial de Fotbal 2010                     |
| 56     | iunie 20, 2010      | Johannesburg, Africa de Sud   | Coasta de Fildeș           | 3–1           | Luís Fabiano (2), Elano                               | Campionatul Mondial de Fotbal 2010                     |
| 57     | iunie 25, 2010      | Durban, Africa de Sud         | Portugalia                 | 0–0           |                                                       | Campionatul Mondial de Fotbal 2010                     |
| 58     | iunie 28, 2010      | Johannesburg, Africa de Sud   | Chile                      | 3–0           | Luís Fabiano, Robinho, Juan                           | Campionatul Mondial de Fotbal 2010                     |
| 59     | iulie 2, 2010       | Port Elizabeth, Africa de Sud | Țările de Jos              | 1–2           | Robinho                                               | Campionatul Mondial de Fotbal 2010                     |

^ a: Dunga was banned for two matches following his sending off on septembrie 12, 2007, he was replaced by his assistant, Jorginho.

#### Rezultatele naționalei olimpice a Braziliei
| # | Data            | Locație                 | Oponent                        | Rezultat | Marcatori                                              | Competiție                         |
| - | --------------- | ----------------------- | ------------------------------ | -------- | ------------------------------------------------------ | ---------------------------------- |
|   | iunie 22, 2008  | Volta Redonda, Brazilia | Rio de Janeiro State Selection | 1–0      | Alexandre Pato                                         | Meci amical                        |
| 1 | iulie 28, 2008  | Singapore, Singapore    | Singapore                      | 3–0      | Diego, Ronaldinho, Jô                                  | Meci amical                        |
| 2 | august 1, 2008  | Hanoi, Vietnam          | Vietnam                        | 2–0      | Alexandre Pato, Thiago Neves                           | Meci amical                        |
| 3 | august 7, 2008  | Shenyang, China PR      | Belgia                         | 1–0      | Hernanes                                               | Jocurile Olimpice de vară din 2008 |
| 4 | august 10, 2008 | Shenyang, China PR      | Noua Zeelandă                  | 5–0      | Anderson, Alexandre Pato, Ronaldinho (2), Rafael Sóbis | Jocurile Olimpice de vară din 2008 |
| 5 | august 13, 2008 | Qinhuangdao, China PR   | China                          | 3–0      | Diego, Thiago Neves (2)                                | Jocurile Olimpice de vară din 2008 |
| 6 | august 16, 2008 | Shenyang, China PR      | Camerun                        | 2–0      | Rafael Sóbis, Marcelo                                  | Jocurile Olimpice de vară din 2008 |
| 7 | august 19, 2008 | Beijing, China PR       | Argentina                      | 0–3      |                                                        | Jocurile Olimpice de vară din 2008 |
| 8 | august 22, 2008 | Beijing, China PR       | Belgia                         | 3–0      | Diego, Jô (2)                                          | Jocurile Olimpice de vară din 2008 |

## Palmares

### Ca jucător
Internacional
- Liga statului Rio Grande do Sul: 1982, 1983, 1984

Vasco da Gama
- Liga statului Rio de Janeiro: 1987

Júbilo Iwata
- J. League: 1997

Brazilia U-20
- FIFA U-20 World Cup: 1983
- South American Youth Championship: 1983

 Brazilia
- Campionatul Mondial de Fotbal: 1994
- Cupa Confederațiilor FIFA: 1997
- Copa América: 1989, 1997
- Medalie Olimpică de Argint: 1984
- South American Pre-Olympic Tournament: 1984

Personal
- J. League Most Valuable Player: 1997
- J. League Best Eleven: 1997, 1998
- FIFA World Cup All-Star Team: 1994, 1998

### Antrenor
Brazilia
- Copa América: 2007
- Jocurile Olimpice de vară din 2008: Bronz
- Cupa Confederațiilor FIFA: 2009

Internacional
- Liga statului Rio Grande do Sul: 2013